# Hurricane (группа)
Hurricane (также известны как Hurricane Girls) — сербская гёрл-группа, исполняющая музыку в жанрах поп и R&B. В 2020 году группа была выбрана в качестве представителей Сербии на конкурсе песни «Евровидение» в Роттердаме с песней «Hasta la vista». «Евровидение-2020» было отменено в связи с пандемией COVID-19, а в декабре 2020 года телерадиокомпания «Радио и телевидение Сербии» (РТС) объявила, что на конкурсе следующего года страну будут представлять именно Hurricane, но уже c другой песней.

## История
Группа была основана сербским политиком Зораном Милинковичем в ноябре 2017 года. В первоначальный состав Hurricane входили три вокалистки: Саня Вучич (представительница Сербии на «Евровидении-2016»), Ивана Николич (профессиональная танцовщица, начавшая певческую карьеру в 2016 году) и Ксения Кнежевич (дочь черногорского певца Кнеза, представлявшего свою страну на «Евровидении-2015»).
В музыкальном плане коллектив ориентируется на таких исполнителей, как Рианна, Бейонсе и Куинси Джонс.
Дебютный сингл Hurricane «Irma, Maria», записанный при участии Danjah, был выпущен в 2018 году.
К концу февраля 2020 года число просмотров видеоклипа группы «Favorito» на платформе YouTube превысило 45 миллионов.
К началу марта 2020 года коллектив успел обнародовать 18 песен, в число которых также вошли акустические кавер-версии композиций Jax Jones («Breathe»), Малума («Corazon»), Queen («The Show Must Go On») и Камилы Кабельо («She Loves Control»).

### Участие в отборе на «Евровидение»

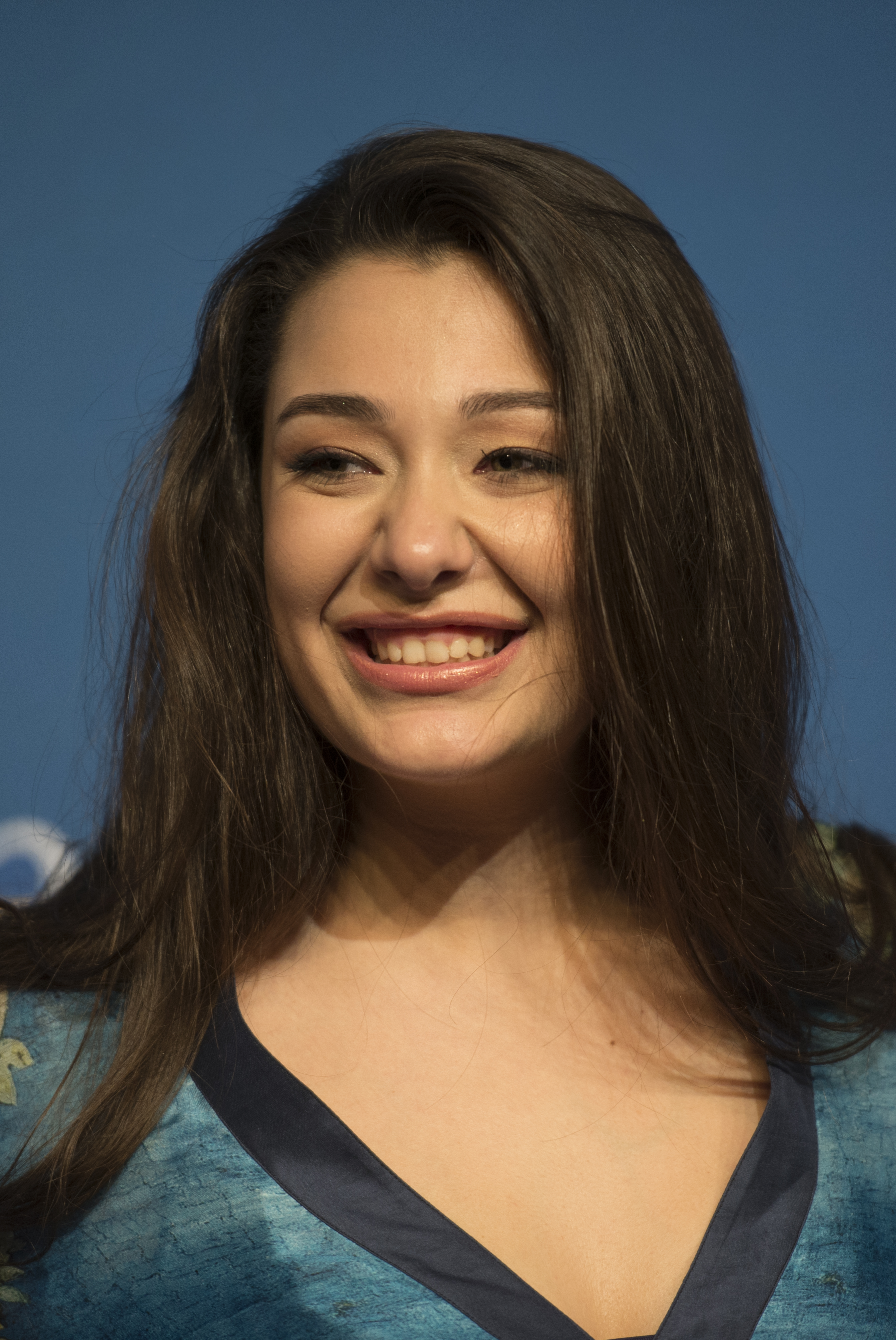
Текст песни «Hasta la vista» был написан участницей Hurricane Саней Вучич

9 января 2020 года телерадиокомпания «Радио и телевидение Сербии» (РТС) опубликовала список из 24 участников фестиваля «Беовизия-2020» — национального отборочного тура «Евровидения-2020» (всего на участие в фестивале было подано 90 заявок). Среди отобранных RTS исполнителей оказались и Hurricane с песней «Hasta la vista» (музыку композиции написал композитор Неманья Антонич, слова — одна из участниц группы Саня Вучич).

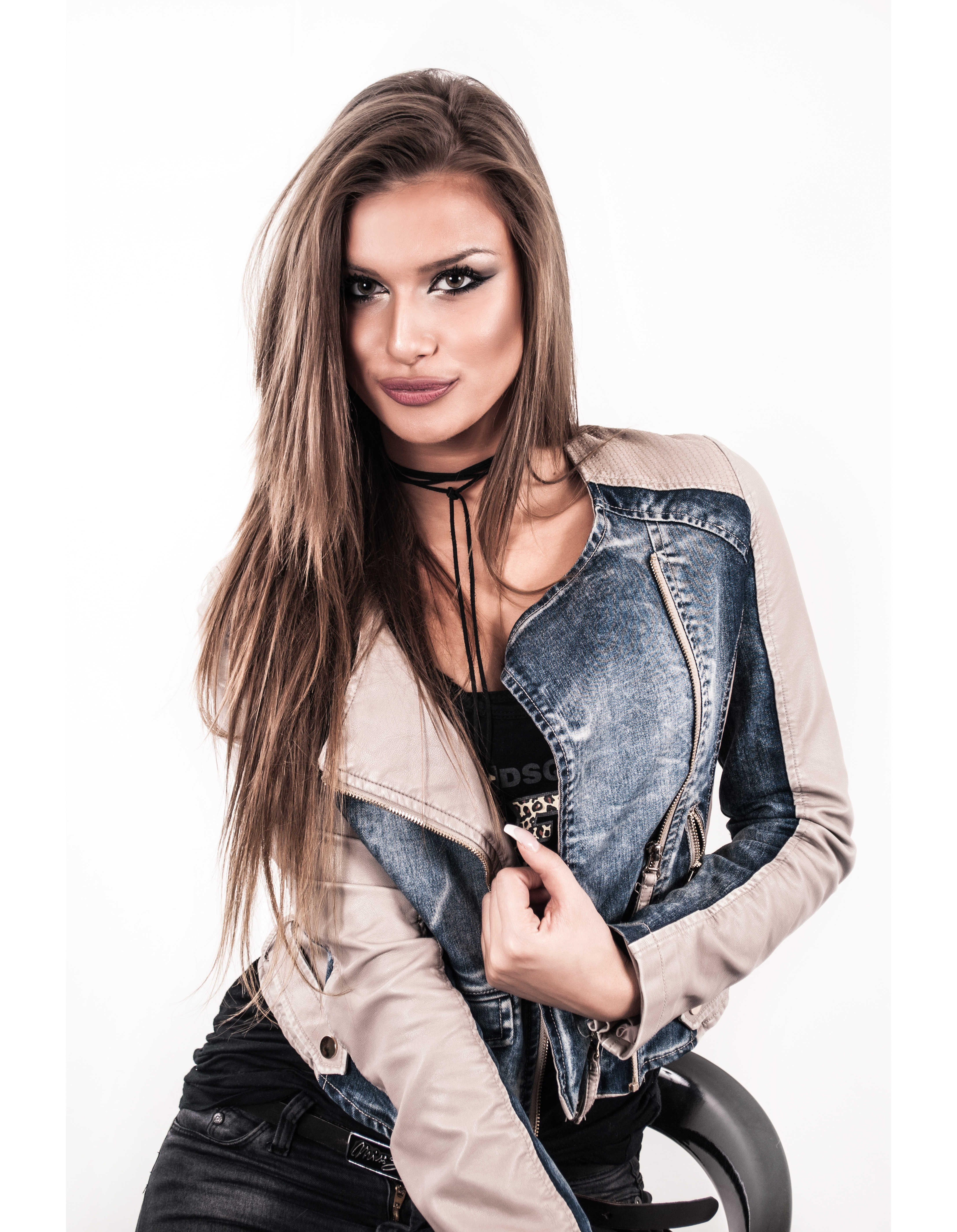
Ивана Николич

На состоявшемся 29 февраля втором полуфинале «Беовизии-2020» Hurricane заняли первое место, получив максимальное число баллов (12) как от профессионального жюри в составе пяти человек, так и от телезрителей.
Это достижение девушкам удалось повторить и во время финала «Беовизии-2020», который состоялся 1 марта. Благодаря убедительной победе в национальном отборочном туре трио была предоставлена возможность представлять Сербию на «Евровидении-2020».
После успеха на «Беовизии-2020» участницы Hurricane заявили 2 марта в утренней программе РТС, что они едут в Роттердам для того, чтобы вернуть «Евровидение» в Сербию.
«Евровидение-2020» было отменено в связи с пандемией COVID-19, а в декабре 2020 года РТС объявила, что роль представителей Сербии на конкурсе следующего года будет отведена именно Hurricane, но уже c другой песней.

### Смена состава
5 мая 2022 года группа анонсировала в своих социальных профилях прощальный летний тур и несколько новых песен, после чего Саня, Ксения и Ивана объявили о начале сольных карьер. В следующем месяце они выпустили финальный сингл первого состава «Wow». В интервью бывшие участницы объяснили, что хотят сделать перерыв после 5 лет интенсивной работы, которые они пережили. Во время интервью для Youtube-канала Wiwibloggs Саня, Ксения и Ивана подтвердили, что турне, запланированное в США на сентябрь 2022 года, было отменено, но, возможно, оно состоится в 2023 году.
Летом 2022 года Зоран Милинкович объявил участниц второго состава Hurricane, состоящего из Йованы Радич, Сары Курумы и Мионы Сречкович, которые дебютировали в сентябре 2022 года. 3 ноября они выпустили три новые песни: «Zauvek», «Al Capone» и «Poljupci u zoru».
9 января 2023 года было объявлено, что группа Hurricane примет участие в сербском отборе на «Евровидение-2023» с песней «Zumi zimi zami».

## Дискография

### Синглы
На основании данных музыкальной службы Apple Music и официального канала Hurricane на платформе YouTube.
- 2017 — «Irma, Maria» ft. Danjah
- 2018 — «Feel Right»
- 2018 — «Personal»
- 2019 — «Pain in Your Eyes»
- 2019 — «Magic Night»
- 2019 — «Favorito»
- 2019 — «Avantura»
- 2020 — «Brzi prsti»
- 2020 — «Hasta la vista»
- 2020 — «Guallame el pantalon» ft. King Melody
- 2020 — «Roll the Dice»
- 2020 — «Tuturutu» (MC Stojan x Hurricane)
- 2020 — «Folir’o»
- 2020 — «Čaje šukarije»
- 2020 — «Lopove»
- 2020 — «Want Ya»
- 2021 — «Loco Loco»
- 2021 — «Do neba»
- 2021 — «Koraci»
- 2021 — «Legalan»
- 2022 — «Gospodine…»
- 2022 — «Wow»
- 2022 — «Zauvek»
- 2022 — «Poljupci u zoru»
- 2022 — «Al Capone»
- 2023 — «Zumi zimi zami»
- 2023 — «Ah Lele Lele»
- 2023 — «Gori Štikla»